# آيت يوسف وحدو (آيت سغروشن)
آيت يوسف وحدو هي إحدى مشيخات المملكة المغربية، تتبع جغرافيا لإقليم تازة وإداريًا لآيت سغروشن. يقدر عدد سكانها بـ 1503 نسمة حسب الإحصاء الرسمي للسكان والسكنى لسنة 2004.